# ツルギテンナンショウ
ツルギテンナンショウ（学名:Arisaema abei）は、サトイモ科テンナンショウ属の多年草。
四国の山地のブナ帯林にみられる。偽茎部は長く、花序柄と葉柄部は同じ長さか花序柄が長い。葉は2個つけ、第一葉の葉柄は長いが、第二葉の葉柄は短いか殆ど無柄状になる。花序付属体は黄緑色から黄褐色を帯び、細かい皺があり、前方に曲がる。小型の株は雄花序をつけ、同一のものが大型になると雌花序または両性花序をつける雌雄偽異株で、雄株から雌株に完全に性転換する。

## 特徴
植物体の高さは90cmに達する。葉はふつう2個で、葉柄は偽茎部より短い。偽茎部の下位につく第一葉の葉柄は長く、上位につく第二葉の葉柄は比べて短く、しばしばほとんど無柄状になる。葉身は鳥足状に分裂して展開し、小葉間の葉軸は斜上してよく発達する。そのため小葉は同一平面上に並ばない傾向にある。小葉は9-15個あり、狭楕円形で、先端と基部はとがり、しばしば縁は細鋸歯となる。
花期は6月下旬から7月上旬で、日本産のこの属の中では最も遅いものの一つである。花序柄は葉柄部と同じ長さか長く、仏炎苞は葉身の展開より遅れて開き、全体緑色。仏炎苞筒部は円筒形、仏炎苞口辺部は狭く反曲して開出し、仏炎苞舷部は卵形から広卵形で筒部より短く、基部がやや横に張り出し先端が短くとがる。舷部内面と縁は乳頭状突起はなく、平滑になる。花序付属体は細く、長さ5.5-9cm、筒部下部に柄があり、棒状になり、黄緑色から黄褐色を帯び、上部は仏炎苞口辺部から突出し、仏炎苞舷部に沿って前方に湾曲し、細かい皺がある。果実は秋に赤く熟す。染色体数は2n=28。

## 分布と生育環境
日本固有種。四国の山地上部に分布し、標高1100-1700mのブナ帯の林下に生育する。

## 名前の由来
和名ツルギテンナンショウは、植物学者の芹沢俊介（1948年 - ） (1980) による命名。タイプ標本の採集地である徳島県の剣山にちなんで名付けられた。
種小名（種形容語）abei も、芹沢による命名。本種は、芹沢が1975年の春に愛媛県の石鎚山で採集したが、芹沢は、徳島県の植物研究家である阿部近一が徳島県の剣山で同一のものを既に採集したことを同年夏に知った。翌年、芹沢は、阿部と徳島県の植物研究家の加藤芳一の3人で剣山周辺を調査し、1980年に Arisaema abei Seriz. を新種として記載発表した。なお、阿部近一は、発生地が国の天然記念物に指定されているタヌキノショクダイ Thismia abei (Akas.) Hatus. の発見者でもある。

## 種の保全状況評価
絶滅危惧IB類 (EN)（環境省レッドリスト）
都道府県のレッドデータ、レッドリストの選定状況は次の通りとなっている。徳島県-絶滅危惧IA類(CR)、愛媛県-絶滅危惧IB類(EN)、高知県-絶滅危惧IA類(CR)。
2018年2月に、絶滅のおそれのある野生動植物の種の保存に関する法律（平成4年法律第75号）による国内希少野生動植物種に指定された。環境大臣の許可を受けて学術研究等の目的で採取等をしようとする場合以外は、採取、損傷等は禁止されている。

## 分類
本種は、葉が2個あり、偽茎部の下位につく第一葉の葉柄が長く、その上位につく第二葉の葉柄は比べて短く、しばしばほとんど無柄状になるという点で、また、小葉間の葉軸が斜上して発達し、小葉が同一平面状に並ばないという傾向があるという点で、ムロウテンナンショウ A. yamatense Nakai とスルガテンナンショウ A. sugimotoi Nakai に似る。ムロウテンナンショウは、仏炎苞と葉はほぼ同時に展開し、仏炎苞舷部内面は乳頭状突起が密生し、見た目は白色で、花序付属体の先端はやや頭状に膨らんで、光沢のある濃緑色になる。スルガテンナンショウも仏炎苞と葉はほぼ同時に展開し、仏炎苞舷部内面に多数の乳頭状突起があり、見た目が白色になるのはムロウテンナンショウと同じである。ただし、スルガテンナンショウの花序付属体の先端は白色になり、ダイズ状に丸く膨らむ。
一方、ツルギテンナンショウは、葉が先に展開し仏炎苞が遅れて開く。花序付属体の先端は黄緑色から黄褐色を帯び、細かい皺がある。

## ギャラリー

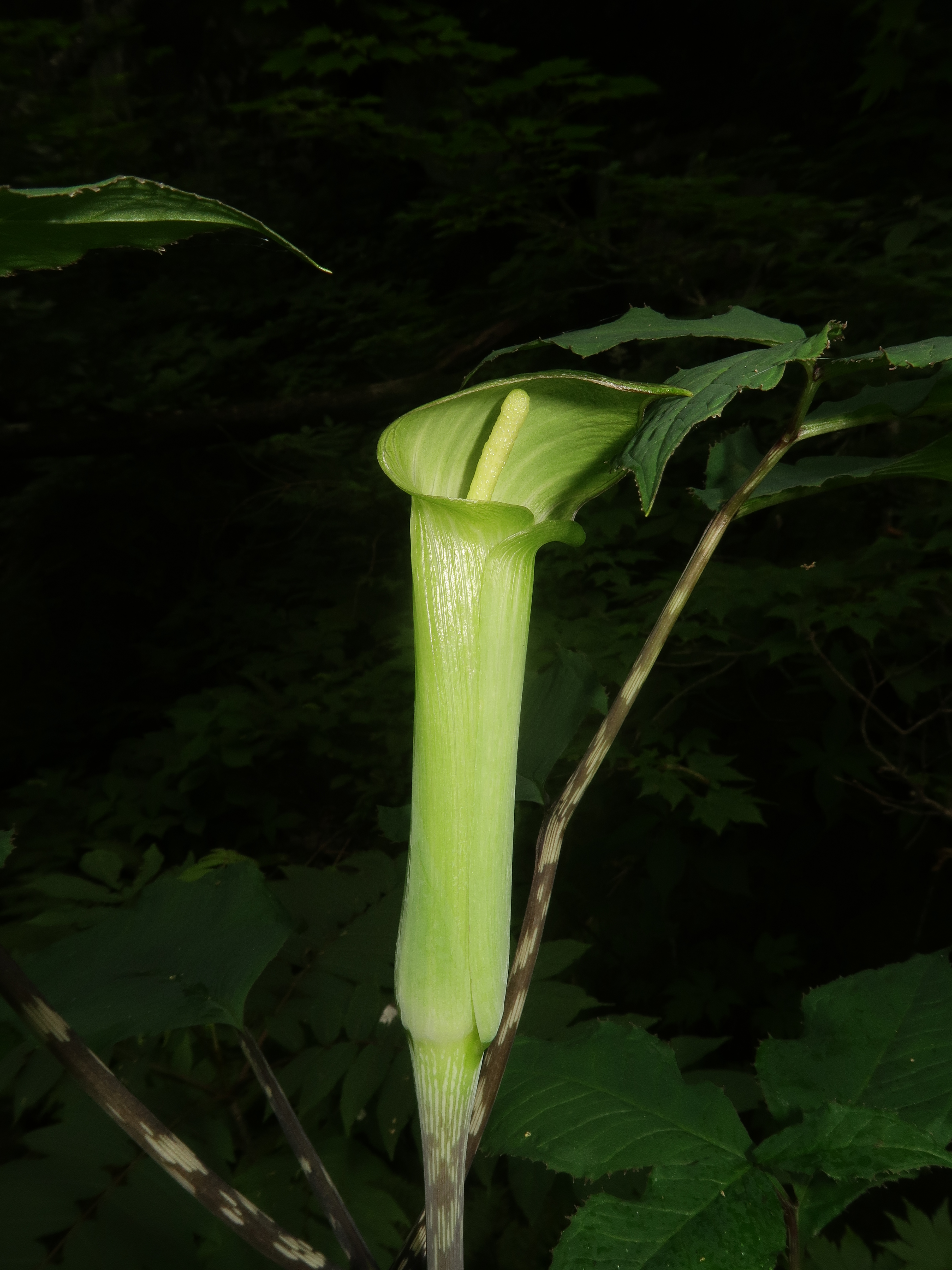
仏炎苞筒部は円筒形、仏炎苞口辺部は狭く反曲して開出し、仏炎苞舷部は卵形から広卵形で筒部より短く、基部がやや横に張り出し先端が短くとがる。
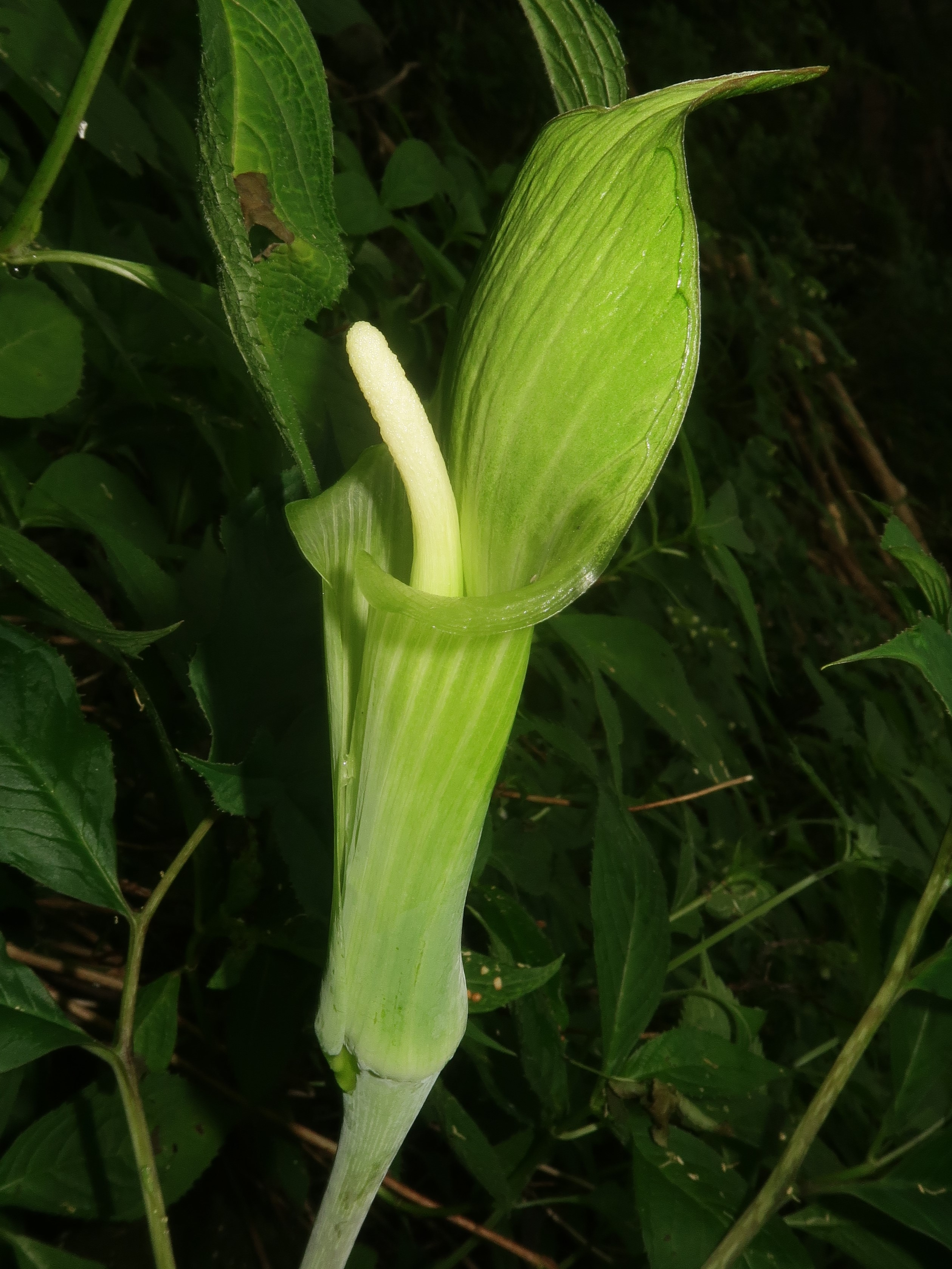
仏炎苞舷部内面と縁は乳頭状突起はなく、平滑になる。花序付属体は細く、棒状になり、黄緑色から黄褐色を帯び、上部は仏炎苞口辺部から突出し、仏炎苞舷部に沿って前方に湾曲し、細かい皺がある。仏炎苞舷部を立たせて撮影。
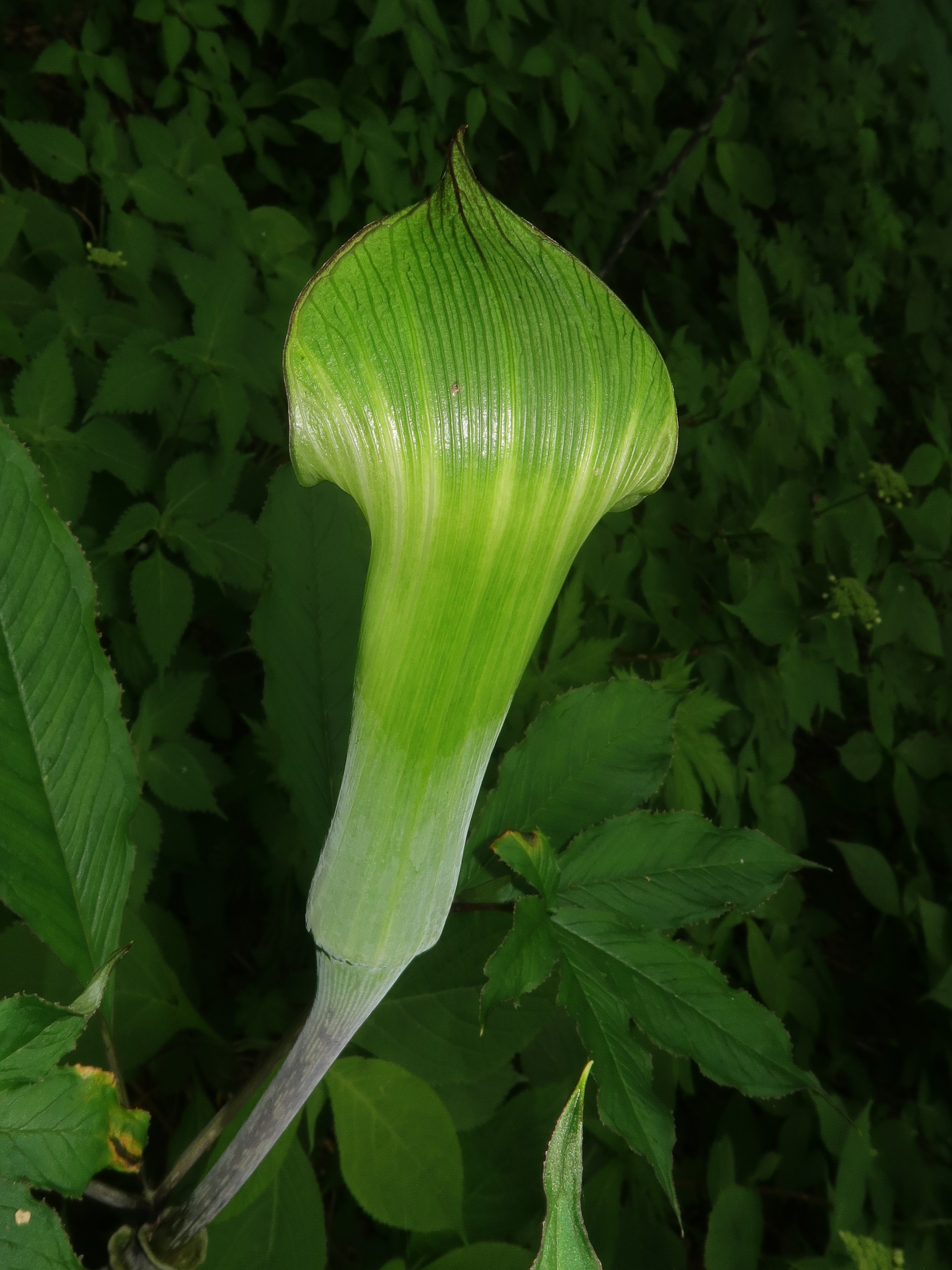
仏炎苞背面。
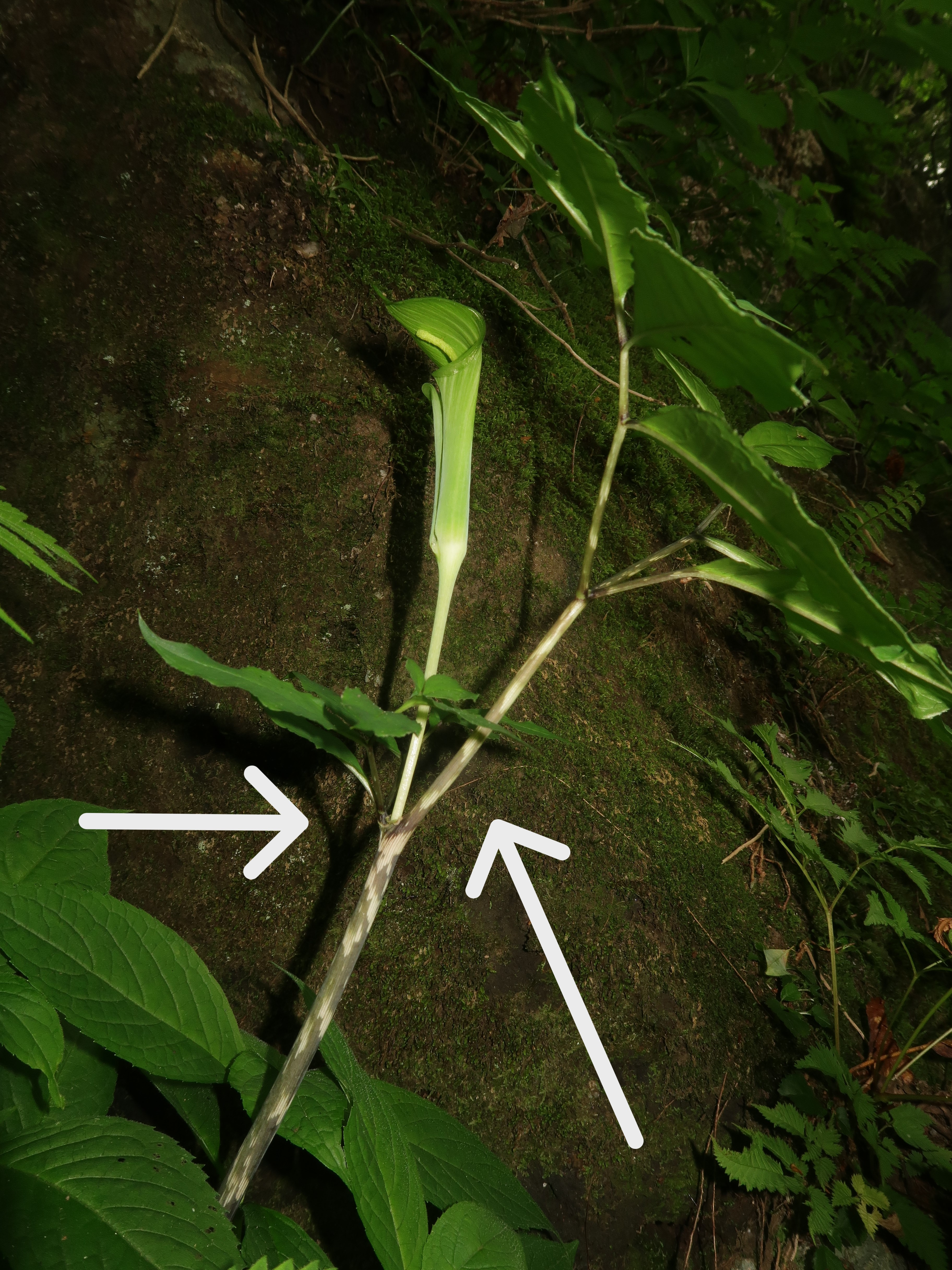
⇖印、第一葉の葉柄は長い。⇒印、第二葉の葉柄は短く、ときに無柄状になる。
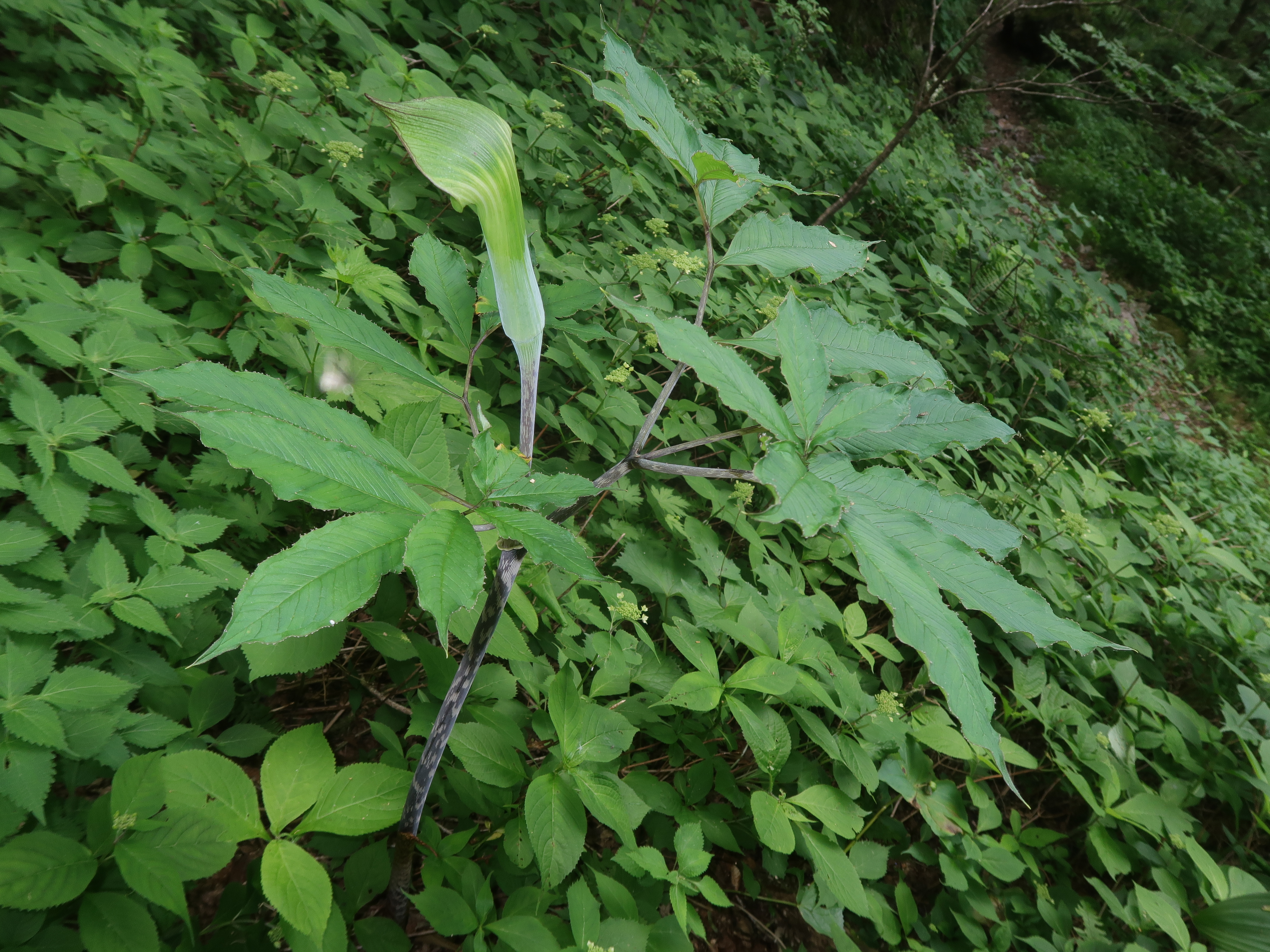
第一葉の小葉は15個に分裂している。葉軸が斜上してよく発達しているため、小葉は同一平面上に並ばない。
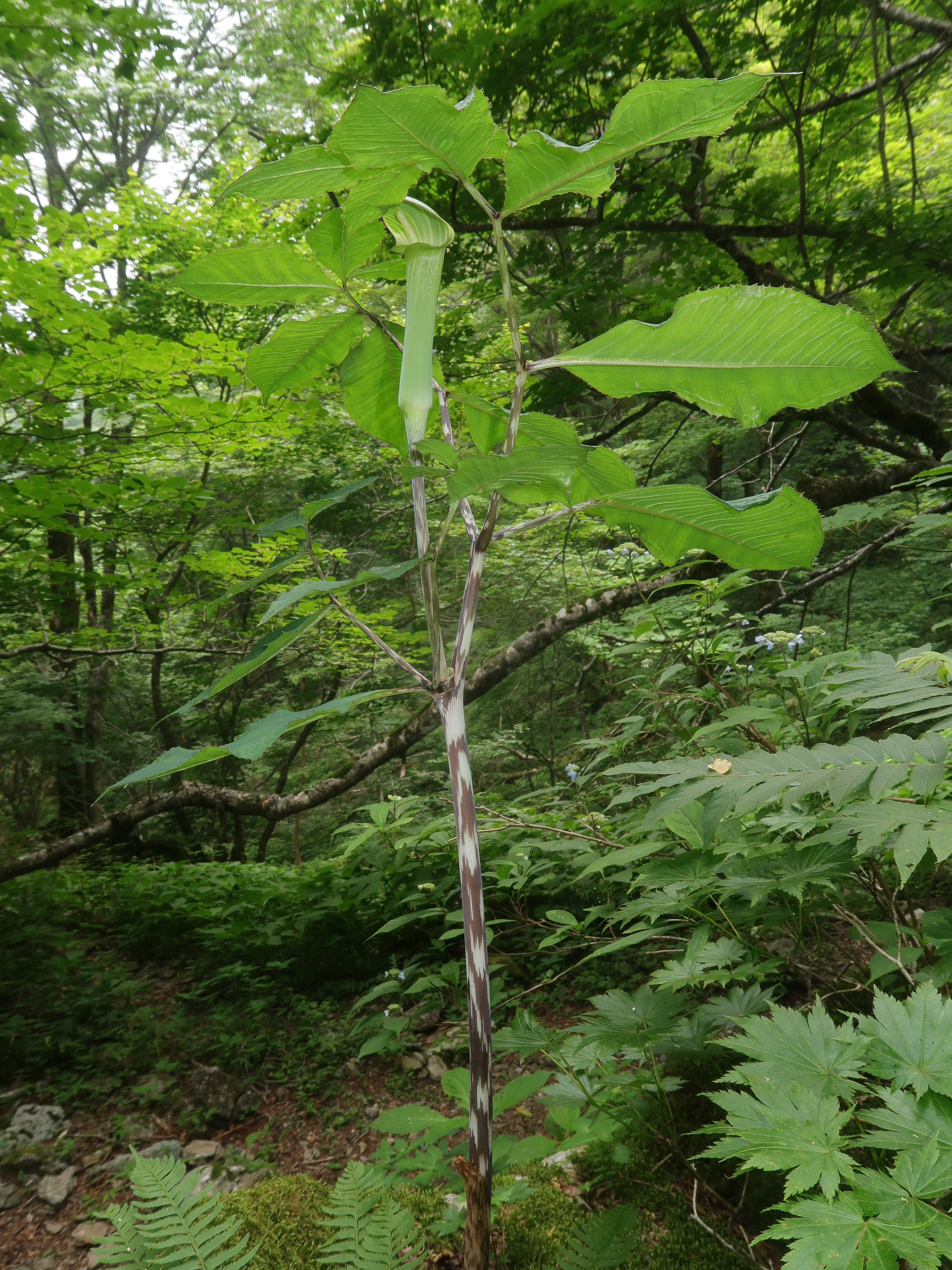
暗い広葉樹林の林下に咲く。